# 37
سنة 37م (بالأرقام الرومانية: XXXVII) كانت سنة بسيطة تبدأ يوم الثلاثاء (الرابط يظهر نموذج الجدول الزمني الكامل للسنة) من التقويم اليولياني. بدأت تسمية السنة ب37 منذ العصور الوسطى المبكرة، عندما أصبح تقويم أنو دوميني هو الأسلوب السائد في أوروبا لتسمية السنوات.

## مواليد
- نيرون
- يوسيفوس فلافيوس أديب ومؤرخ وعسكري يهوديي الدين رومانيا

## وفيات
- تيبيريوس
- ماربود
- ماركوس غافيوس أبيشيوس